# Rhynchostegiella brunelii
Rhynchostegiella brunelii är en bladmossart som beskrevs av Pierre Tixier 1989. Rhynchostegiella brunelii ingår i släktet nålmossor, och familjen Brachytheciaceae. Inga underarter finns listade i Catalogue of Life.